# Вакерле, Йозеф
Йозеф Вакерле (нем. Joseph Wackerle; 15 мая 1880, Гармиш-Партенкирхен — 20 марта 1959, Гармиш-Партенкирхен) — немецкий скульптор.

## Жизнь и творчество
Вакерле родился в семье с богатыми художественными традициями. Дед мальчика был резчик по дереву, отец — архитектор. В 13 лет Йозеф учится в родном городе в Школе деревянной скульптуры. Затем — в мюнхенской Школе прикладного искусства и в Мюнхенской академии художеств. В 1906 году он становится художественным директором фарфоровой мануфактуры в Нимфенбурге. В 1913—1917 годах Вакерле преподаёт в школе при Музее прикладного искусства в Берлине, с 1917 — в мюнхенской Школе прикладного искусства. В 1924—1950 годах преподаёт в Мюнхенской академии художеств.
Вакерле был одним из высоко ценимых скульпторов в эпоху национал-социализма; он также становится имперским сенатором в области культуры (Reichskultursenator). В 1937 рейхсминистр Геббельс предлагает его кандидатуру для награждения Немецкой национальной премией по науке и искусству. В 1940 году, к своему 60-летию, он по представлению лично Адольфа Гитлера был награждён медалью Гёте в области искусства и науки. В августе 1944 он был включён Гитлером в список одарённых лиц — тех заслуженных деятелей немецкой науки и искусства, которые освобождались от фронтовой службы. В то же время Вакерле никогда не состоял в НСДАП и не участвовал в её политических акциях.
Наиболее известны скульптуры Вакерле — созданные им для фонтанов и источников, в том числе и для руководителей Третьего Рейха. Так, в 1938 году им был создан скульптурный источник в домашнем владении Мартина Бормана в Мюнхене, в 1939 — рельеф, изображающий юного Пана и нимфу для чайного домика А.Гитлера в Оберзальцберге. Статуи обнажённой натуры работы Вакерле находились также в берлинском доме Гитлера. Его скульптуры, изображающие обнажённые тела, украшали здание рейхсканцелярии в Берлине.

## Галерея

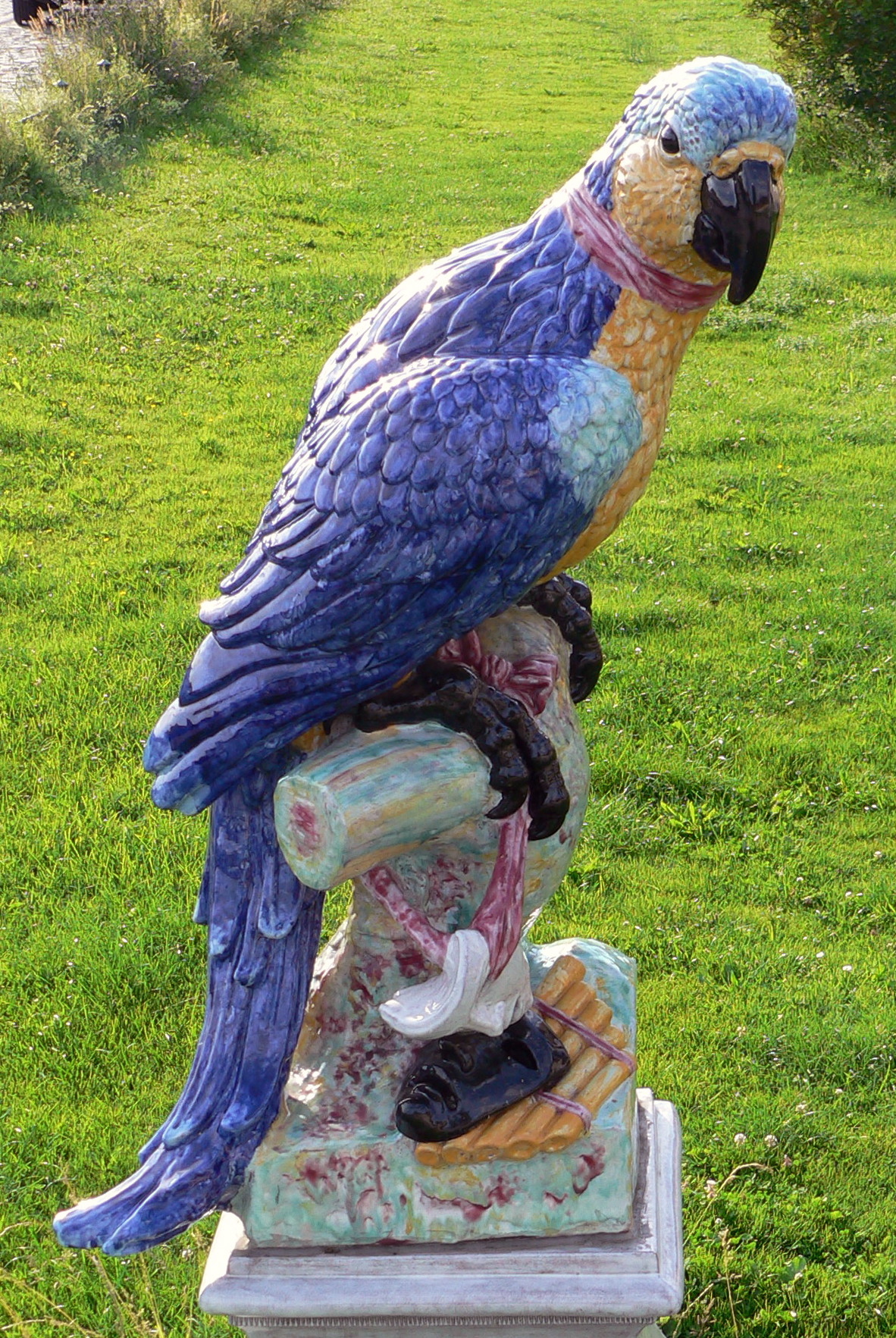
Попугай и Маска, Мюнхен (1915)
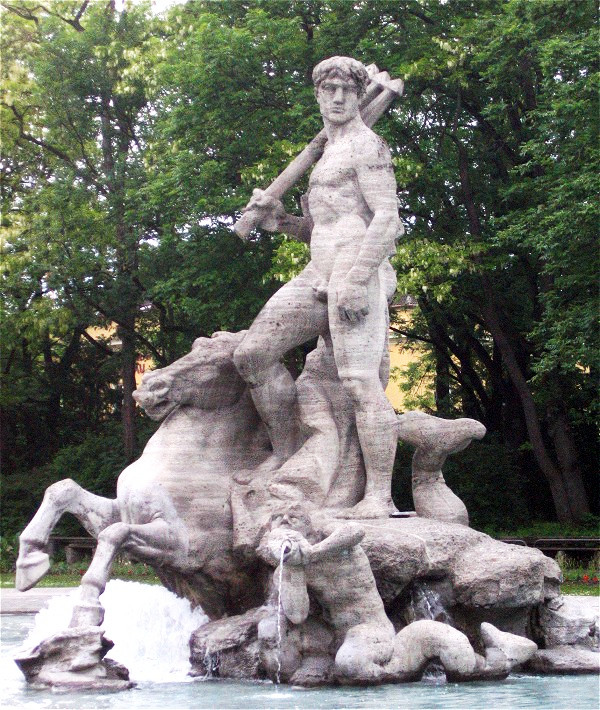
Источник Нептуна, Мюнхен (1937)
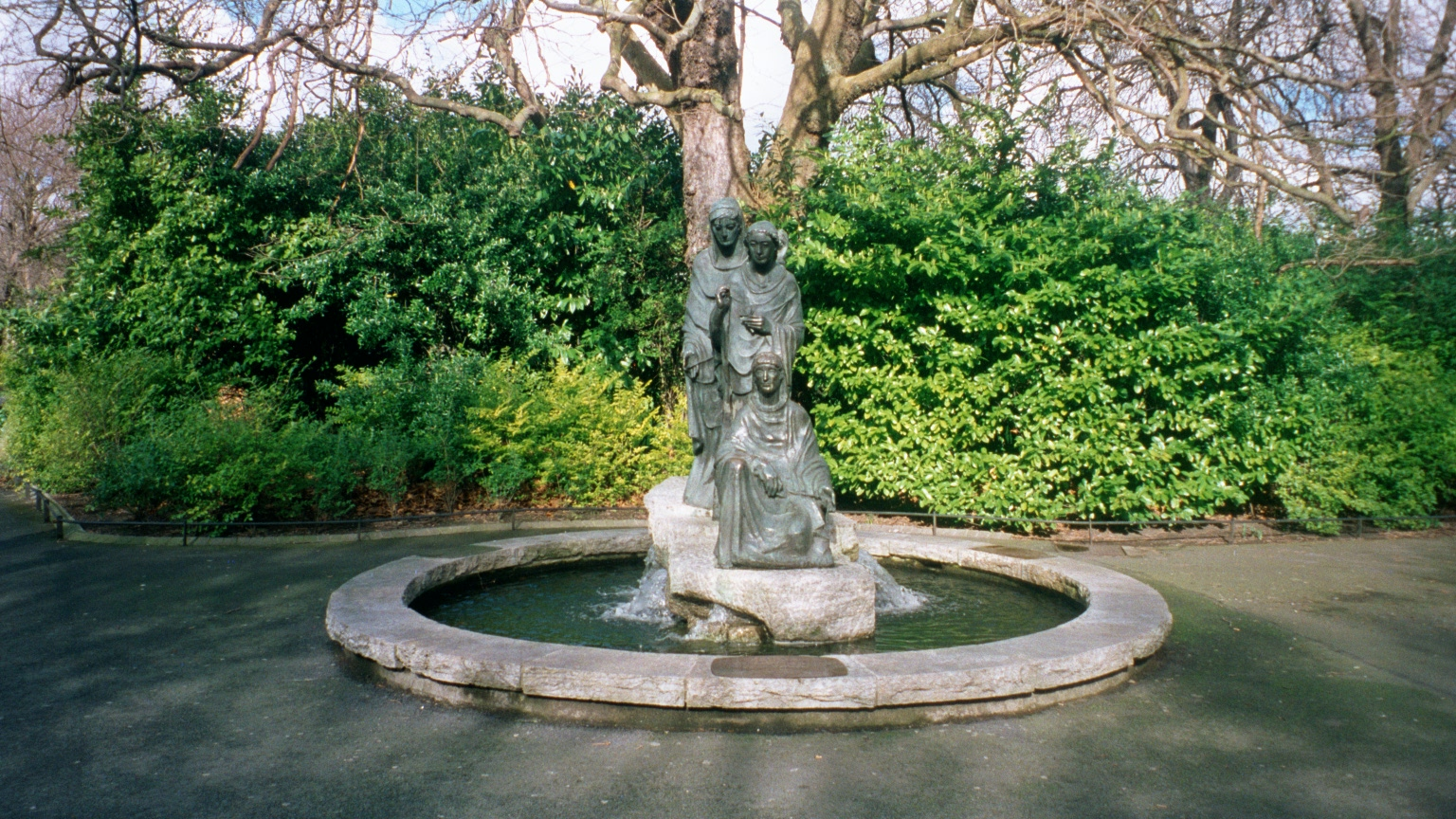
Три парки, Дублин (1954)
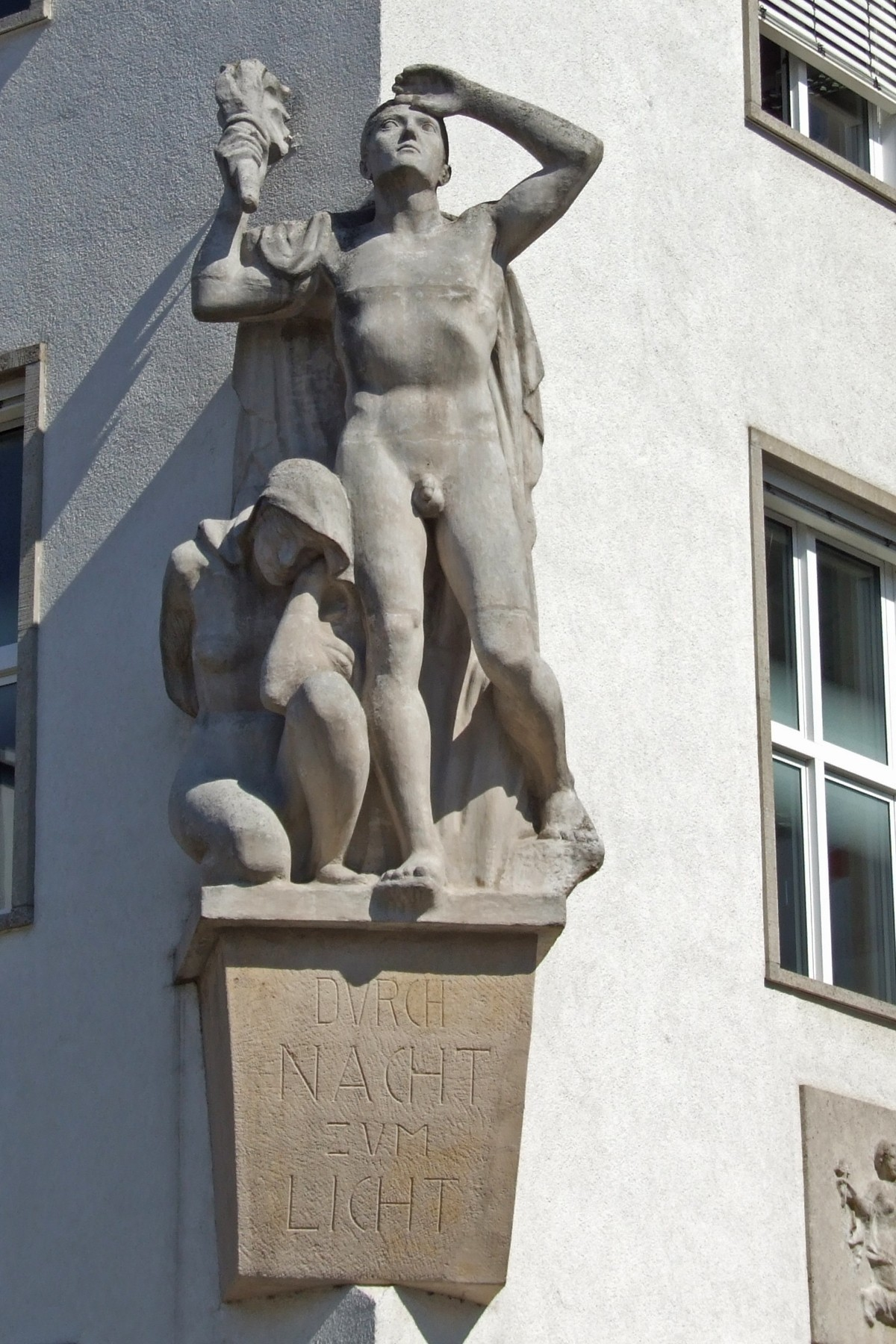
«Сквозь ночь к свету», Йена
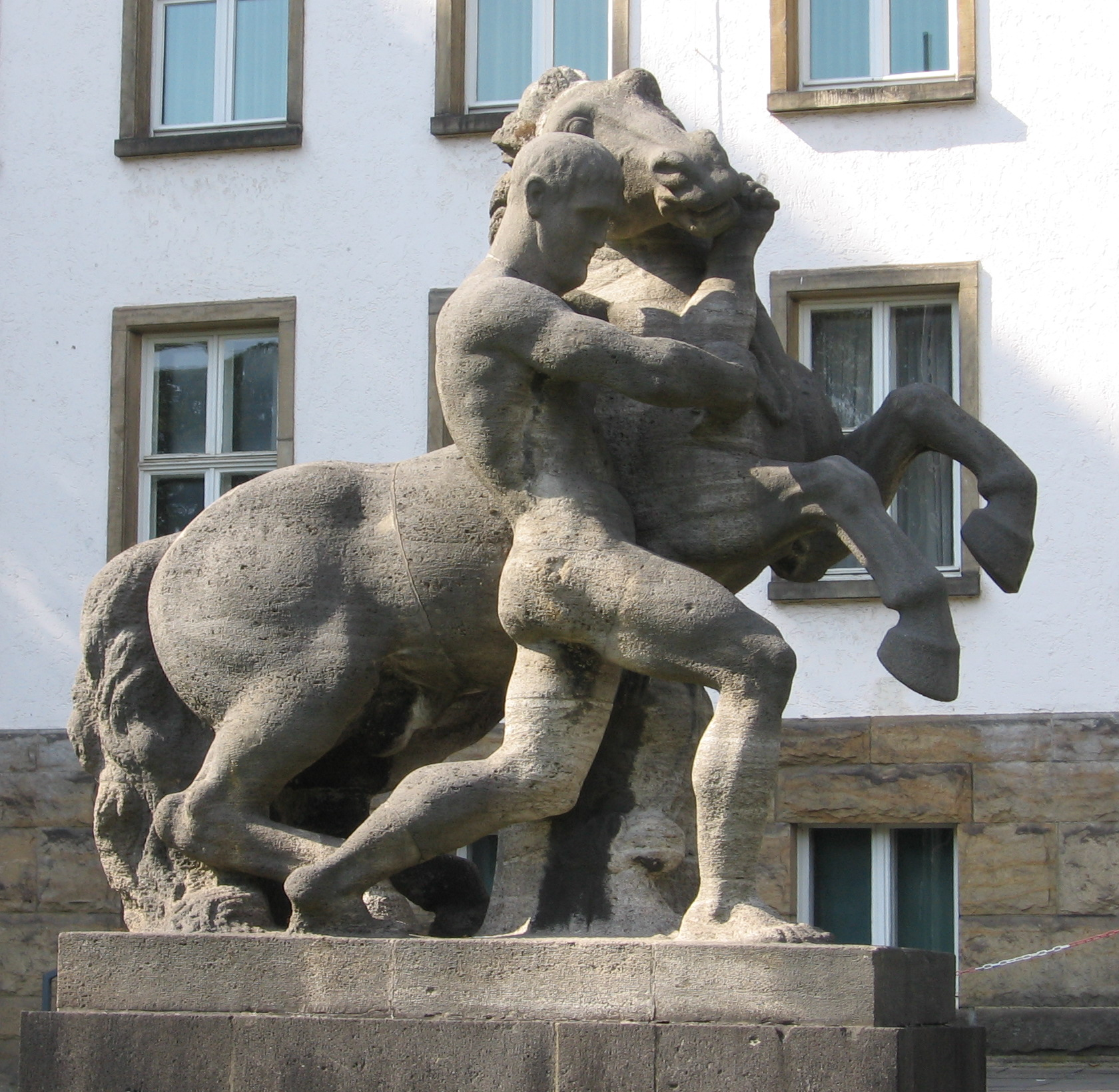
Укротитель лошадей, Кассель
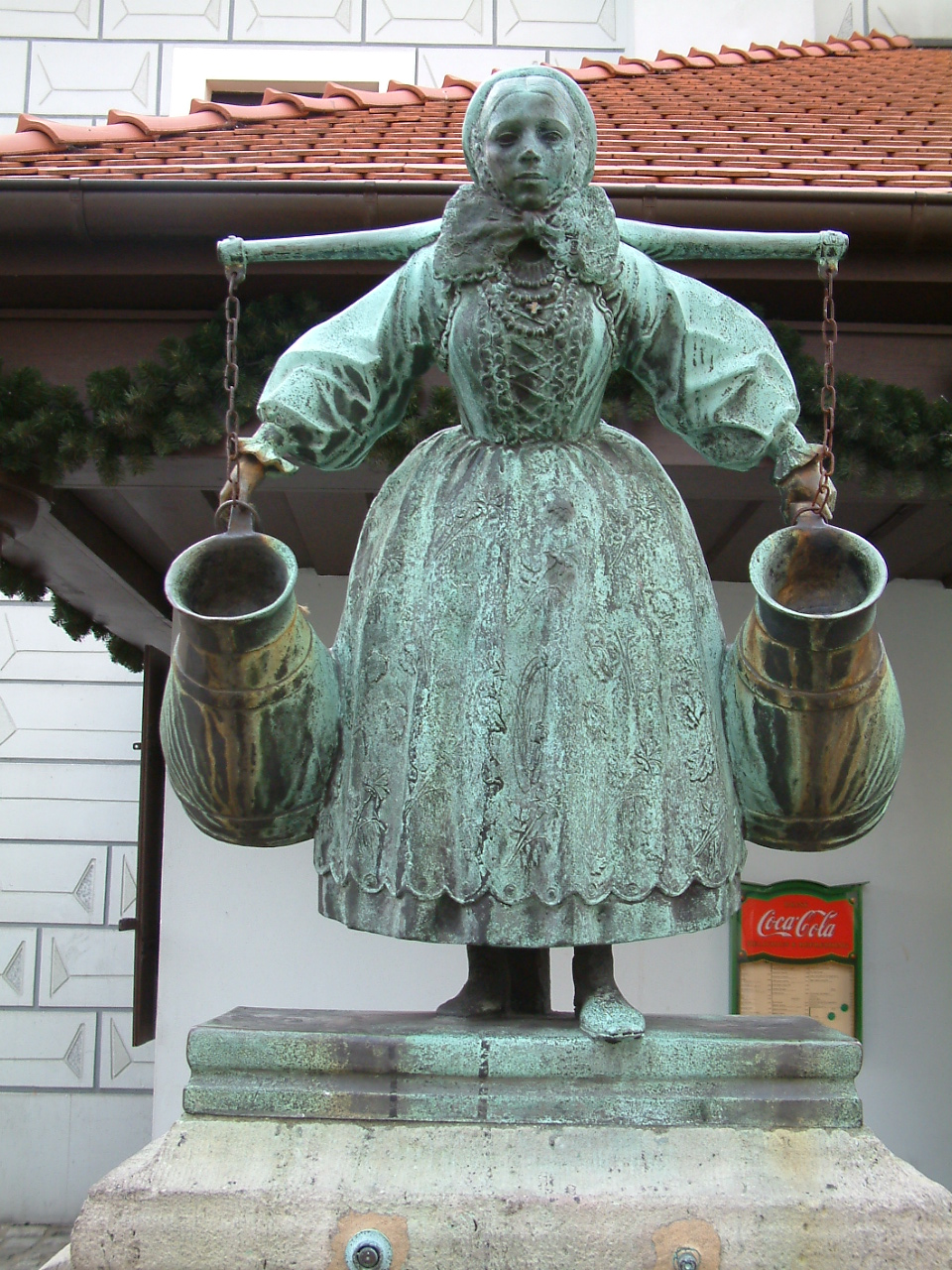
Бамберка, Познань